# Вулиця Утьосова (Одеса)
Вулиця Утьо́сова — коротка вулиця (близько 300 м) в історичному центрі міста Одеса, від вулиці Успенської до Великої Арнаутської. 
Поштовий індекс Укрпошти — 65020.

## Історія
Виникла при будівництві в цій місцевості торгівельних рядів — дігтярного, тріскового, вівсяного (проєкт архітектора Олександра Дігбі, 1818). На плані 1856 р. була зазначена як «Провулок трьох кутів».
У 1982 р. Трикутний провулок, де народився та жив з 1898 до 1912 р. Утьосов, перейменовано на вулицю Утьосова. Перейменування відбулось з ініціативи відомого артиста Михайла Водяного.
У 1984 р. була створена ініціативна група з організації в будинку 11 музея Утьосова, відкриття якого відбулось у 2015 р.
У 1986 р. на будинку Утьосова була встановлена меморіальна дошка.

## Відомі мешканці
- буд. 6 — Аделіна Адаліс.
- буд. 11 — дім, де народився та жив Леонід Утьосов.

## Пам'ятки
буд. 11 — Музей-квартира Леоніда Утьосова.

## Галерея

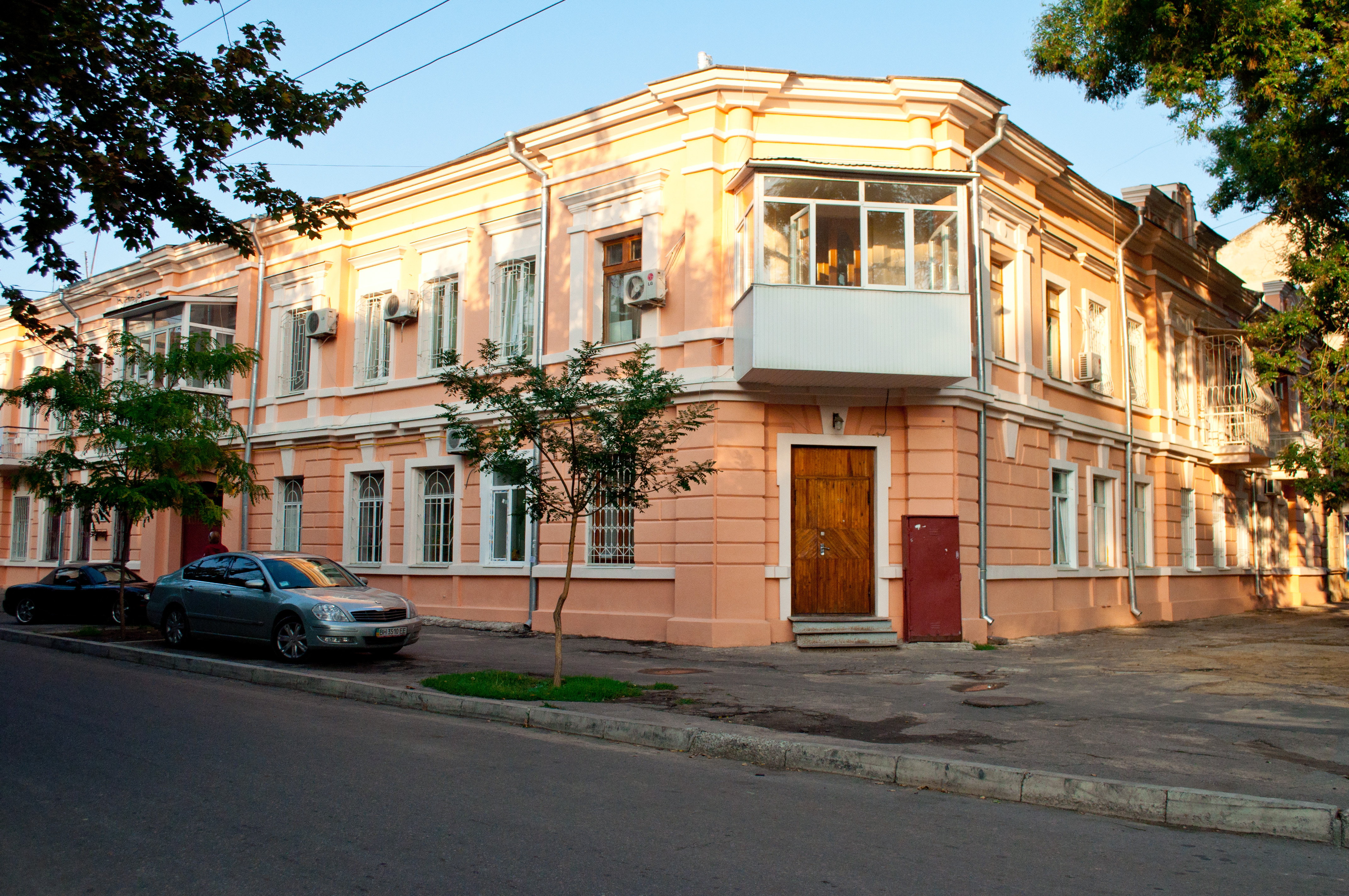
Будинок, де народився і жив Л. Утьосов
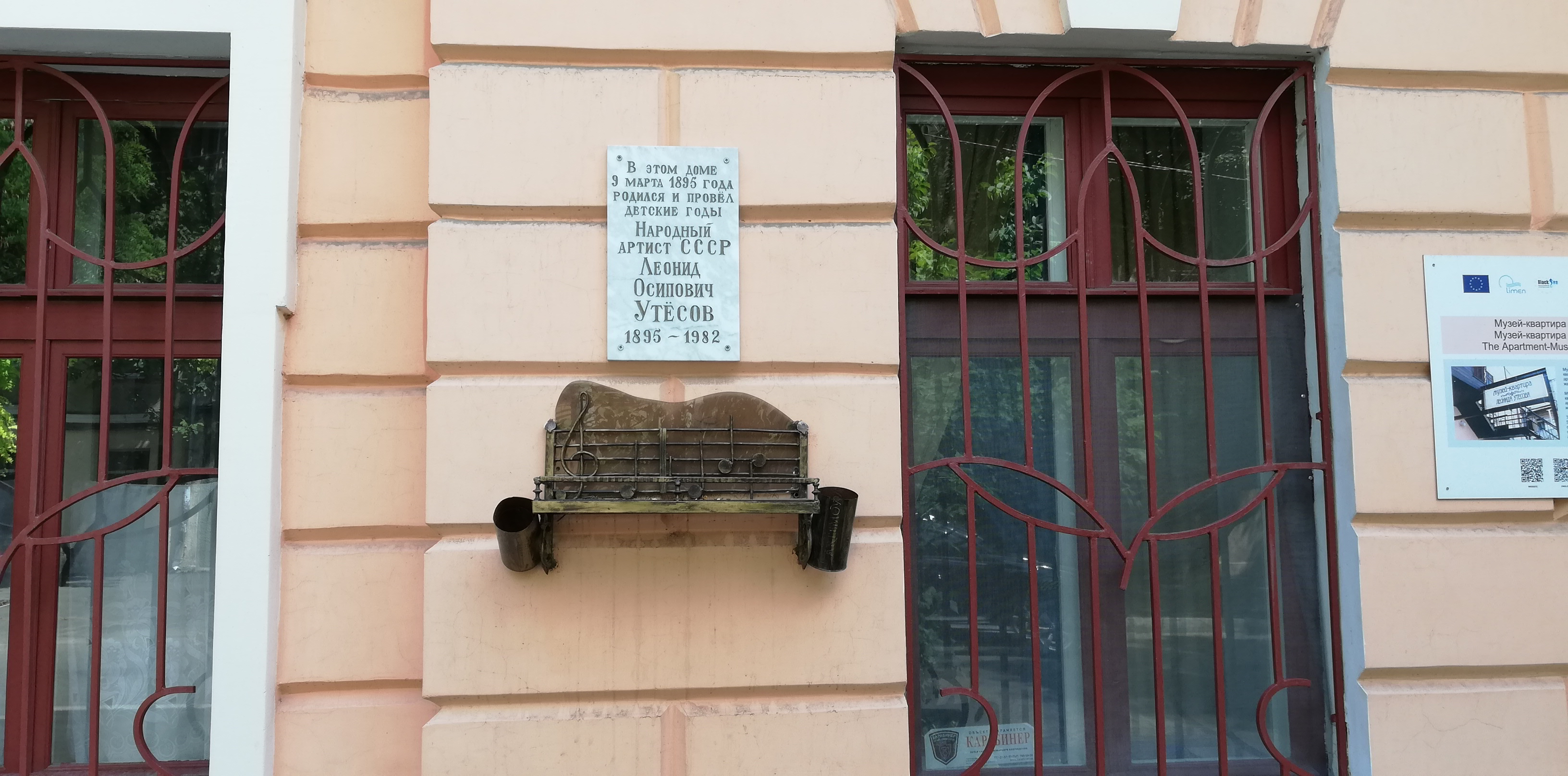